# Целеево
Целеево — деревня в Дмитровском районе Московской области, в составе городского поселения Дмитров. Население — 439 чел. (2010). До 2006 года Целеево было центром Целеевского сельского округа. В деревне работает детский сад № 43 Сосенка.
Деревня Целеево присутствует на карте 1766 года.

## Расположение
Деревня расположена в центральной части района, примерно в 8 км южнее Дмитрова, на левом берегу реки Икша (левый приток Яхромы), высота центра над уровнем моря 180 м. С востока к Целеево практически примыкает пгт Деденево, другие ближайшие населённые пункты — Шуколово на юге и Муханки на северо-западе.

## Население
| 2002 | 2006 | 2010 |
| ---- | ---- | ---- |
| 553  | ↘500 | ↘439 |